# Linkebeek (ruisseau)
Pour les articles homonymes, voir Linkebeek.
 (novembre 2013).
Le Linkebeek ou Verrewinkelbeek est un ruisseau de Belgique, affluent de la Senne, donc un sous-affluent de l'Escaut par la Dyle et le Rupel.

## Géographie
Le Linkebeek  traverse et donne son nom à la commune de Linkebeek.
Il prend sa source à Uccle, à Verrewinkel d'où l'autre nom : Verrewinkelbeek.  Il reçoit dans la Vallée des Artistes le ruisseau du Wijnbronnenbeek. Cette vallée, chemin creux typique, est d’ailleurs un site classé depuis 1979. Son nom néerlandais est Wijnbrondal, une déformation de Dal van de Sinter Weyenborre, qui signifie littéralement « Vallon de la source de Saint-Gui ». Le nom français de « vallée des Artistes » s’explique par l’attrait que le charme de ce vallon a exercé sur de nombreux artistes. Il reçoit ensuite  Jezuitenbeek et le ruisseau du coucou (en néerlandais : Koekoebeek).
Il se jette dans un égout à la frontière entre Drogenbos, Uccle et Linkebeek. Originellement, il se jetait dans le Geleytsbeek et des projets existent pour que ce soit à nouveau le cas.